# Parlamento scozzese
Il Parlamento scozzese (in inglese: Scottish Parliament, in gaelico scozzese: Pàrlamaid na h-Alba, in scozzese: Scots Pairlament) è il parlamento devoluto monocamerale nazionale della Scozia, la cui sede è presso il quartiere di Holyrood della capitale Edimburgo. Il Parlamento, informalmente chiamato per metonimia «Holyrood», è un corpo democraticamente eletto, con 129 membri che sono chiamati MSPs, Members of the Scottish Parliament. I deputati sono eletti per mandati quadriennali utilizzando il sistema a membri addizionali; di conseguenza, 73 deputati rappresentano circoscrizioni geografiche individuali elette con scrutinio maggioritario a singolo turno, mentre gli altri 56 sono eletti in otto regioni con membri addizionali, ognuna delle quali elegge sette deputati. Le elezioni più recenti si sono tenute il 6 maggio 2021.
Il Parlamento di Scozia originale (o "gli Stati della Scozia") fu la legislatura nazionale del Regno di Scozia indipendente ed esistette dall'inizio del XIII secolo finché il Regno di Scozia non fu unificato al Regno d'Inghilterra con l'Atto di Unione del 1707 per andare a costituire il Regno di Gran Bretagna. Di conseguenza, sia il Parlamento di Scozia che il Parlamento d'Inghilterra cessarono di esistere, e fu costituito il Parlamento di Gran Bretagna con sede a Westminster, Londra.
A seguito di un referendum sulla devoluzione in Scozia nel 1997, in cui l'elettorato scozzese votò per la devoluzione, fu costituito l'attuale Parlamento, che detiene poteri in quanto legislatura devoluta. La legge che formò il Parlamento delinea le competenze legislative del Parlamento, ossia le aree in cui può legiferare, specificando esplicitamente i poteri che sono riservati al Parlamento del Regno Unito. Il Parlamento scozzese ha il potere di legiferare in tutte le aree non esplicitamente riservate a Westminster. Il Parlamento britannico mantiene il potere di estendere o ridurre le aree in cui il Parlamento scozzese può legiferare. La prima riunione del nuovo parlamento ebbe luogo il 12 maggio 1999. Oltre a detenere il potere legislativo nelle materie "devolute", il Parlamento elegge il Primo ministro della Scozia ed è titolare del rapporto fiduciario con il Governo scozzese.
Il nuovo palazzo del Parlamento è stato realizzato dallo studio di architettura EMBT Miralles/Tagliabue nel 2004.

## Storia del Parlamento scozzese
Prima dell'Atto di Unione del 1707 che unificò il Regno di Scozia ed il Regno d'Inghilterra in un nuovo stato chiamato Regno di Gran Bretagna, la Scozia aveva un parlamento indipendente conosciuto come Parlamento di Scozia. Le proposte scozzesi iniziali all'interno dei negoziati sull'Unione suggerirono di mantenere un Parlamento devoluto anche in Scozia, ma questo non fu accettato dai negoziatori inglesi.
Per i successivi trecento anni, la Scozia fu governata direttamente dal Parlamento di Gran Bretagna e dal successivo Parlamento del Regno Unito, entrambi con sede a Westminster, e la mancanza di un Parlamento in Scozia rimase un importante elemento nell'identità nazionale scozzese. Proposte per un parlamento devoluto furono avanzate prima del 1914, ma furono accantonate a causa dello scoppio della prima guerra mondiale. Un improvviso picco nel nazionalismo in Scozia durante la fine degli anni '60 fece nascere altre richieste di devoluzione o di completa indipendenza, e nel 1969 spinsero il governo laburista di Harold Wilson a formare la Commissione Kilbrandon per riconsiderare la Costituzione del Regno Unito. Uno dei principali obiettivi della commissione fu quello di esaminare le modalità di concessione di un maggiore auto-governo per la Scozia, all'interno dello stato unitario del Regno Unito. Kilbrandon pubblicò il suo rapporto nel 1973, suggerendo l'istituzione di un'Assemblea Scozzese eletta direttamente per legislare sui temi di diretto interesse scozzese.
In questo periodo, la scoperta del petrolio nel Mare del Nord e la successiva campagna "It's Scotland's oil" (Il petrolio è della Scozia) del Partito Nazionale Scozzese (SNP) causarono un'ascesa del sostegno all'indipendenza scozzese e anche del SNP. Il partito sosteneva che i proventi del petrolio non fossero indirizzati alla Scozia quanto avrebbero dovuto. L'effetto combinato di questi eventi portò il Primo Ministro Wilson a impegnare il suo governo a concedere una forma di parlamento devoluto nel 1974. Tuttavia, la proposta legislativa finale per un'Assemblea Scozzese non fu approvata dal Parlamento del Regno Unito fino al 1978.
In base ai termini della Scotland Act del 1978, sarebbe stata istituita un'assemblea eletta ad Edimburgo posto che la maggioranza dell'elettorato scozzese votasse a favore in un referendum da tenersi il 1º marzo 1979, con un'affluenza di almeno il 40% dell'elettorato totale. Il referendum sulla devoluzione scozzese del 1979 non raggiunse l'affluenza minima necessaria, anche se la maggioranza degli elettori (51,6%) votò in favore di un'Assemblea Scozzese.
Durante gli anni '80 e '90 le richieste per un Parlamento scozzese crebbero, in parte perché il governo del Regno Unito era controllato dal Partito Conservatore, mentre la Scozia eleggeva relativamente pochi parlamentari conservatori. Dopo la sconfitta al referendum del 1979, partì una campagna per un'Assemblea Scozzese, a cui presero parte partiti politici e rappresentanti del mondo industriale. Questa campagna pubblicò i propri rapporti nel 1995, che andarono poi a costituire le basi della struttura del Parlamento.
La devoluzione continuò a tenere banco nel Partito Laburista che nel maggio 1997 prese il potere con Tony Blair. Nel settembre 1997 ebbe luogo un secondo referendum, a cui la maggioranza degli scozzesi votò a favore dell'istituzione di un nuovo Parlamento scozzese, con poteri di imposizione di tasse, situato ad Edimburgo. Le prime elezioni si tennero il 6 maggio 1999 e il 1º luglio di quell'anno il potere fu trasferito da Westminster al nuovo Parlamento.

## Elezioni
Ci sono state fino ad oggi cinque elezioni del Parlamento scozzese, nel 1999, nel 2003, nel 2007, nel 2011, nel 2016 e nel 2021. Il prossimo voto si terrà nel maggio 2026. I cittadini dell'Unione europea residenti in Scozia ebbero il diritto di votare per il Parlamento fino al 2016.

## Composizione
In seguito alle elezioni legislative del 2007, il Parlamento scozzese era così suddiviso:
- Partito Nazionale Scozzese (47 seggi)
- Partito Laburista Scozzese (46 seggi)
- Conservatori Scozzesi (16 seggi)
- Liberal Democratici Scozzesi (16 seggi)
- Partito Verde Scozzese (2 seggi)
- Indipendente (1 seggio)

Dopo le elezioni legislative del maggio 2011, il Parlamento scozzese era così suddiviso:
- Partito Nazionale Scozzese (69 seggi)
- Partito Laburista Scozzese (37 seggi)
- Conservatori Scozzesi (15 seggi)
- Liberal Democratici Scozzesi (5 seggi)
- Partito Verde Scozzese (2 seggi)
- Indipendente (1 seggio)

Dopo le elezioni legislative del maggio 2016, il Parlamento scozzese era così suddiviso:
- Partito Nazionale Scozzese (63 seggi)
- Conservatori Scozzesi (31 seggi)
- Partito Laburista Scozzese (24 seggi)
- Partito Verde Scozzese (6 seggi)
- Liberal Democratici Scozzesi (5 seggi)

Dopo le elezioni legislative del maggio 2021, il Parlamento scozzese è così suddiviso:
- Partito Nazionale Scozzese (64 seggi)
- Conservatori Scozzesi (31 seggi)
- Partito Laburista Scozzese (22 seggi)
- Partito Verde Scozzese (8 seggi)
- Liberal Democratici Scozzesi (4 seggi)